# Thymaris morulus
Thymaris morulus là một loài tò vò trong họ Ichneumonidae.